# Hualian
Pour les articles homonymes, voir Hualien (homonymie).
L'Hualian ou Hualien (chinois simplifié : 花莲溪 ; chinois traditionnel : 花蓮溪 ; pinyin : Huālián Xī ; Wade : Hua¹-lien² Hsi¹ ; zhuyin : ㄏㄨㄚ ㄌ〡ㄢˊ ㄒㄧ) est une rivière taïwanaise. Long de 57 km, elle coule à travers le comté de Hualien. Ses principaux affluents sont la Mugua, la Shoufeng et la Wanli.